# Лейбензон Леонід Самуїлович
Леонід (Лев) Самуїлович Лейбензон (26 червня 1879, Харків — 15 березня 1951) — український вчений у галузі механіки, нафтової справи та геофізики, 1919 — професор, 1933 — член-кореспондент, 1943 — академік АН СРСР, 1943 — лауреат Сталінської премії. Нагороджений орденом Трудового Червоного Прапора та медалями.

## З життєпису
1901 року закінчив Московський університет, 1906 — Імператорське технічне училище.
Учень М. Є. Жуковського — працював під його орудою в Кучинському аеродинамічному інституті.
В 1906-08 роках працює на Тульському механічному заводі.
З 1906 по 1921 рік викладав — в Московському, Дерптському, Тбіліському університетах, Бакинському політехнічному інституті.
У 1922—1951 роках викладав у Московському університеті.
1925 року в Москві організовує першу в СРСР нафтопромислову лабораторію.
У 1932—1937 роках працював в теоретичному відділі Центрального аеродинамічного інституту — займався питаннями розроблення методик розрахунку міцності літаків.
Зробив важливі перетворення для основних рівнянь газової динаміки С. О. Чаплигіна.
Є одним із засновників підземної гідравліки. Першим запропонував методи розрахунку нафтопроводів, в його доробку — теорія руху газу в пористому середовищі.